# Сурков, Георгий Анатольевич
Георгий Анатольевич Сурков (5 июня 1938, Златоуст — 19 августа 1996, Москва) — советский гребец, советский и российский спортивный комментатор.

## Биография
Родился 5 июня 1938 года в Златоусте. Рос болезненным ребёнком (перенёс менингит, туберкулёз), но благодаря своей силе воли занимался спортом (бегом, лыжами, а затем греблей). К юниорскому возрасту сосредоточился на занятиях академической греблей, получил звание Мастер спорта СССР, в 1959 году вместе с Виктором Алёшиным стал чемпионом страны и победителем Спартакиады народов СССР в классе двоек парных. В 1963 году завершил спортивную карьеру. Окончил институт физкультуры и стал дипломированным тренером по лыжам. 
С 1963 года начал пробовать свои силы в журналистике, стал спортивным комментатором Гостелерадио СССР. В дальнейшем работал на радиостанции «Маяк», также был обозревателем телепрограммы «Время».
Георгий Сурков был настоящим «спортивным голосом СССР» в зимних видах спорта, особенно биатлона и лыжных гонок. Его репортажи отличались профессионализмом, патриотизмом, отличным знанием спорта «изнутри», а также высокой культурой речи. В 1970-х, 1980-х и первой половине 1990-х годов был одним из самых известных и любимых комментаторов СССР.
Скончался 19 августа 1996 года от онкологического заболевания. Похоронен на Машкинском кладбище в Химках.